# محافظة تشيريكي
محافظة تشيريكي (بالإسبانية: Provincia de Chiriquí)‏ هي محافظة في بنما، بلغ عدد سكانها 426,790  نسمة وذلك حسب إحصائيات سنة 2010، عاصمتها David, Chiriquí ‏، تبلغ مساحتها 6,490.9 كيلومتر مربع.

## أعلام
- مارتين غوميز
- اينار دياز